# Qerīs
Qerīs (persiska: قریس) är en ort i Iran.   Den ligger i provinsen Västazarbaijan, i den nordvästra delen av landet, 700 km nordväst om huvudstaden Teheran. Qerīs ligger 2 016 meter över havet och antalet invånare är 625.
Terrängen runt Qerīs är kuperad åt nordost, men åt sydväst är den bergig. Terrängen runt Qerīs sluttar österut. Runt Qerīs är det ganska tätbefolkat, med 75 invånare per kvadratkilometer. Närmaste större samhälle är Fīrūraq, 17,7 km sydost om Qerīs. Trakten runt Qerīs består i huvudsak av gräsmarker.